# Svartnäs församling
Svartnäs församling var en församling i Falu kontrakt, Västerås stift i Falu kommun i Dalarnas län. Församlingen uppgick den 1 januari 1995 i Svärdsjö församling.

## Administrativ historik
Svartnäs församling bildades på 1700-talet som ett kapellag/bruksförsamling i Svärdsjö socken. Den 1 januari 1919 (enligt beslut den 12 april 1918) bildades Svartnäs kapellförsamling, omfattande en areal av 156,27 kvadratkilometer, varav 144,49 km² land (den 31 december 1920), och med 482 invånare (den 31 december 1918). Innan dess hade Svartnäs setts som en bruksförsamling med separat kyrkobokföring men utan bestämt territorialt område, i SCBs publikationer kallad Svartnäs bruksförsamling eller bara Svartnäs bruk.
Den 25 januari 1924 blev Svartnäs kapellförsamling en annexförsamling, och en jordebokssocken med namnet Svartnäs bröts ut ur Svärdsjö jordebokssocken med samma område som församlingen. Svartnäs församling återuppgick i Svärdsjö församling 1995.
Församlingen ingick i ett pastorat med Svärdsjö församling som moderförsamling.

## Kyrkor
- Svartnäs kyrka